# Чой Хонг Хи
Генерал Чой Хонг Хи (9 ноември 1918 – 15 юни 2002) е генерал на южнокорейската армия, практикуващ бойни изкуства, който е противоречива фигура в историята на корейското бойно изкуство таекуондо.[a] Считан е от мнозина за „бащата на таекуондо“ – най-често от членовете на Международната федерация по таекуондо (ITF). Други, като Световната федерация по таекуондо (WTF), представят Чой като маловажна или недостойна фигура в историята на таекуондо, премахвайки го от своите версии за историята на този спорт или чрез определени твърдения.

## Ранен живот
Чой е роден на 9 ноември 1918 г. в Хуа Дае, провинция Северен Хамгьон, в днешна Северна Корея, която е била тогава под японска власт. По това време мястото е наричано Мьонгчон-кун, като част от японската империя. Баща му го праща да учи калиграфия при известния калиграф Хан Ил Донг, който също така бил и майстор по таекион (taekkyon,택견) – древно корейско бойно изкуство на борбата с крака. Чой пътува до Япония, където учи английски език, математика и карате. В Киото той среща приятел кореец с фамилията Ким, който е инструктор по карате и започва да обучава Чой на това бойно изкуство. Чой също така учи шотокан карате при Фунакоши Гичин. Малко преди да напусне Корея, Чой имал разногласия с боец на име Ху и възможността за бъдещ конфликт го вдъхновила да тренира; той самият споделя, „Представях си, че това са техниките, които щях да използвам, за да се защитя от боеца, господин Ху, ако все пак се опиташе да изпълни обещанието си да ме разкъса крайник по крайник, когато се върна в Корея“. Чой получава степента 1-ви дан по карате през 1939 г., а скоро след това и 2-ри дан.

## Военна кариера
Чой е принуден да служи на японската армия по време на Втората световна война, но е изобличен в участие в бунт и вкаран в затвора, където продължава да практикува бойни изкуства. След края на войната, през януари 1946 година, Чой е назначен като младши лейтенант в корейската армия. От 1946 до 1951 година бива повишен няколко пъти – старши лейтенант, капитан, майор, подполковник, полковник, а после бригаден генерал. Чой е повишен в генерал-майор през 1954 година.

## Таекуондо
Чой съчетава елементи на текион и карате в разработване на бойно изкуство, което той нарича „таекуондо“ (태권도), което означава „крак, юмрук, изкуство“ или „пътят на техниките с ръце и крака“. Официално бива наречено така на 11 април 1955 година в Сеул със съгласието на комисия от майстори на различни бойни изкуства. Чой създава Ох До Куан (Oh Do Kwan) и получава почетен 4-ти дан по Чун До Куан. Поради обвинения в непочтеност, Чой е лишен от ранг и позиция в Чун До Куан. През 60-те години Чой Хонг Хи и Нам Тае Хи са начело на „Оригиналните майстори по таекуондо“ – група от 12 южнокорейски майстори, сформирана от Корейската таекуондо асоциация да популяризира новосъздаденото таекуондо.
Членовете на Международната федерация по таекуондо (ITF) считат, че Чой започва международното разпространяване на таекуондо чрез поставяне на корейски инструктори по света и твърдят, че стилът ITF е единственият автентичен стил таекуондо, особено в първите части на техните ръководства. Чой е и автор на първата английска таекуондо учебна книга, „Taekwon-Do“, публикувана ot Daeha Publication през 1965 година. През 1966 г. създава Международната федерация по таекуон-до (ITF). През 1972 г. Чой заминава в изгнание в Канада, след като правителството на Южна Корея се противопоставя той да въвежда този спорт в Северна Корея; след това Южна Корея формира Световната федерация по таекуондо (WTF) през 1973 година. През 1979 г. Чой се премества в Северна Корея, където е приветстван от правителството и подкрепен в неговия проект за разпространението на таекуондо по света.

## Смърт
Чой умира от рак на 15 юни 2002 година в Пхенян, Северна Корея. Той е включен в Залата на славата на таекуондо с различни титли: „Баща на таекуон-до“, „Основател и първи президент на Международната федерация по таекуон-до“, и „Основател на Oh Do Kwan“. Чой оставя след себе си жена – Чой Чунг Хи, син – Чой Джунг Хуа, две дъщери – Sunny и Meeyun и няколко внука.